# Pallamano ai Giochi della XXVIII Olimpiade - Torneo femminile
Il torneo femminile di pallamano ai Giochi della XXVIII Olimpiade si è svolto dal 15 al 29 agosto 2004 ed è stato ospitato dalla Arena Faliro presso il complesso olimpico Faliro e, per le fasi finali, dall'arena olimpica Helliniko di Atene.
La medaglia d'oro è stata vinta per la terza volta consecutiva dalla Danimarca, che ha superato in finale per 38-36 dopo i tiri rigore la Corea del Sud, alla quale è andata la medaglia d'argento. La medaglia di bronzo è stata vinta dall'Ucraina, che nella finale per il terzo posto ha sconfitto la Francia per 21-18.
La fase preliminare a gironi vide nel girone A l'Ucraina vincere tutte e quattro le partite, mentre nel girone B Danimarca e Corea del Sud, vincitrici degli ultimi quattro tornei olimpici, avevano pareggiato lo scontro diretto e vinto le restanti partite. Le gare dei quarti di finale terminarono con punteggi ravvicinati e portarono alle semifinali Danimarca, Ucraina, Francia e Corea del Sud. In semifinale le danesi, campionesse olimpiche in carica, superarono le ucraine aumentando il distacco nel punteggio nel secondo tempo; nell'altra semifinale le sudcoreane superarono le francesi di un solo punto.
La finale, riedizione della finale olimpica del 1996, vide le due contendenti Danimarca e Corea del Sud sempre vicine nel punteggio, che rimase in parità sia alla fine del primo tempo sia alla fine dei tempi regolamentari. Dopo che il primo tempo supplementare si era chiuso in parità, nel secondo si ebbero vari capovolgimenti di risultato e nell'ultimo minuto di gioco le danesi prima riuscirono a pareggiare la partita sul 33-33 grazie a due reti di Katrine Fruelund, poi dopo la rete del vantaggio sudcoreano per mano di Kim Cha-yeon, la stessa Fruelund rimise in parità la partita sul 34-34 a pochi secondi dalla fine. L'assegnazione delle medaglie venne così decisa ai tiri di rigore nei quali fu decisiva Karin Mortensen, portiere danese, che parò due dei quattro tiri sudcoreani; le danesi realizzarono tutti e quattro i tiri, vincendo la medaglia d'oro olimpica per la terza edizione consecutiva.

## Formato
Le dieci squadre partecipanti sono state divise in due gironi da cinque e ciascuna squadra affronta tutte le altre, per un totale di quattro giornate. Le prime quattro classificate accedevano ai quarti di finale, mentre le quinte classificate accedevano alla finale per il piazzamento. Le sconfitte dai quarti di finale partecipavano a dei play-off per la definizione dei piazzamenti.

## Squadre partecipanti
|                                   | Data                           | Sede            | Posti | Qualificate                                   |
| --------------------------------- | ------------------------------ | --------------- | ----- | --------------------------------------------- |
| Paese organizzatore               |                                |                 | 1     | Grecia                                        |
| Campionato europeo 2002           | 6-15 dicembre 2002             | Danimarca       | 1     | Danimarca                                     |
| Giochi panamericani 2003          | 2-12 agosto 2003               | Rep. Dominicana | 1     | Brasile                                       |
| Torneo africano di qualificazione | 16-20 settembre 2003           | Angola          | 1     | Angola                                        |
| Torneo asiatico di qualificazione | 23-29 settembre 2003           | Giappone        | 1     | Cina                                          |
| Campionato mondiale 2003          | 29 novembre - 12 dicembre 2003 | Croazia         | 5     | Francia Ungheria Corea del Sud Ucraina Spagna |
| Totale                            |                                |                 | 10    |                                               |

## Fase a gironi

### Girone A

#### Classifica
| Pos. | Squadra  | Pt | G | V | N | P | GF  | GS  | DR  |
| ---- | -------- | -- | - | - | - | - | --- | --- | --- |
| 1.   | Ucraina  | 8  | 4 | 4 | 0 | 0 | 99  | 82  | +17 |
| 2.   | Ungheria | 6  | 4 | 3 | 0 | 1 | 118 | 93  | +25 |
| 3.   | Cina     | 4  | 4 | 2 | 0 | 2 | 106 | 90  | +16 |
| 4.   | Brasile  | 2  | 4 | 1 | 0 | 3 | 97  | 105 | -8  |
| 5.   | Grecia   | 0  | 4 | 0 | 0 | 4 | 74  | 124 | -50 |

#### Risultati
| Atene 15 agosto 2004, ore 14:30 | Cina | 24 – 28 (11-14) | Ungheria | Arena Faliro |

| Atene 15 agosto 2004, ore 16:30 | Grecia | 21 – 29 (8-14) | Brasile | Arena Faliro |

| Atene 17 agosto 2004, ore 14:30 | Ucraina | 26 – 21 (15-10) | Cina | Arena Faliro |

| Atene 17 agosto 2004, ore 16:30 | Ungheria | 33 – 20 (15-9) | Grecia | Arena Faliro |

| Atene 19 agosto 2004, ore 16:30 | Grecia | 13 – 33 (6-15) | Cina | Arena Faliro |

| Atene 19 agosto 2004, ore 19:30 | Brasile | 19 – 21 (10-10) | Ucraina | Arena Faliro |

| Atene 21 agosto 2004, ore 16:30 | Ucraina | 29 – 20 (15-10) | Grecia | Arena Faliro |

| Atene 21 agosto 2004, ore 21:30 | Brasile | 26 – 35 (14-19) | Ungheria | Arena Faliro |

| Atene 23 agosto 2004, ore 16:30 | Cina | 28 – 23 (11-13) | Brasile | Arena Faliro |

| Atene 23 agosto 2004, ore 19:30 | Ungheria | 22 – 23 (12-8) | Ucraina | Arena Faliro |

### Girone B

#### Classifica
| Pos. | Squadra       | Pt | G | V | N | P | GF  | GS  | DR  |
| ---- | ------------- | -- | - | - | - | - | --- | --- | --- |
| 1.   | Corea del Sud | 7  | 4 | 3 | 1 | 0 | 135 | 103 | +32 |
| 2.   | Danimarca     | 7  | 4 | 3 | 1 | 0 | 125 | 98  | +27 |
| 3.   | Francia       | 4  | 4 | 2 | 0 | 2 | 105 | 106 | -1  |
| 4.   | Spagna        | 1  | 4 | 0 | 1 | 3 | 86  | 110 | -24 |
| 5.   | Angola        | 1  | 4 | 0 | 1 | 3 | 97  | 131 | -34 |

#### Risultati
| Atene 15 agosto 2004, ore 19:30 | Spagna | 24 – 24 (14-10) | Angola | Arena Faliro |

| Atene 15 agosto 2004, ore 21:30 | Danimarca | 35 – 26 (16-11) | Francia | Arena Faliro |

| Atene 17 agosto 2004, ore 19:30 | Corea del Sud | 29 – 29 (14-13) | Danimarca | Arena Faliro |

| Atene 17 agosto 2004, ore 21:30 | Francia | 27 – 20 (13-10) | Spagna | Arena Faliro |

| Atene 19 agosto 2004, ore 14:30 | Angola | 30 – 40 (12-19) | Corea del Sud | Arena Faliro |

| Atene 19 agosto 2004, ore 21:30 | Spagna | 21 – 23 (8-14) | Danimarca | Arena Faliro |

| Atene 21 agosto 2004, ore 14:30 | Angola | 21 – 29 (6-12) | Francia | Arena Faliro |

| Atene 21 agosto 2004, ore 19:30 | Corea del Sud | 36 – 21 (20-7) | Spagna | Arena Faliro |

| Atene 23 agosto 2004, ore 14:30 | Francia | 23 – 30 (13-18) | Corea del Sud | Arena Faliro |

| Atene 23 agosto 2004, ore 21:30 | Danimarca | 38 – 22 (19-8) | Angola | Arena Faliro |

## Fase finale

### Tabellone
|  | Quarti di finale      | Quarti di finale      |                       |         | Semifinali         | Semifinali         |  |  | Finale                | Finale |
|  |                       |                       |                       |         |                    |                    |  |  |                       |        |
|  | Atene, 26 agosto 2004 |                       |                       |         |                    |                    |  |  |                       |        |
|  |                       |                       |                       |         |                    |                    |  |  |                       |        |
|  | Ucraina               | 25                    |                       |         |                    |                    |  |  |                       |        |
|  | Ucraina               | 25                    | Atene, 27 agosto 2004 |         |                    |                    |  |  |                       |        |
|  | Spagna                | 23                    |                       |         |                    |                    |  |  |                       |        |
|  | Spagna                | 23                    | Ucraina               | 20      |                    |                    |  |  |                       |        |
|  | Atene, 26 agosto 2004 |                       | Ucraina               | 20      |                    |                    |  |  |                       |        |
|  |                       | Danimarca             | 29                    |         |                    |                    |  |  |                       |        |
|  | Danimarca             | Danimarca             | 29                    | 32      |                    |                    |  |  |                       |        |
|  | Danimarca             |                       | Atene, 29 agosto 2004 | 32      |                    |                    |  |  |                       |        |
|  | Cina                  | 28                    |                       |         |                    |                    |  |  |                       |        |
|  | Cina                  | 28                    | Danimarca             | 34 (4)  |                    |                    |  |  |                       |        |
|  | Atene, 26 agosto 2004 |                       | Danimarca             | 34 (4)  |                    |                    |  |  |                       |        |
|  |                       | Corea del Sud         | 34 (2)                |         |                    |                    |  |  |                       |        |
|  | Ungheria              | Corea del Sud         | 34 (2)                | 23      |                    |                    |  |  |                       |        |
|  | Ungheria              | Atene, 27 agosto 2004 |                       | 23      |                    |                    |  |  |                       |        |
|  | Francia               | 23                    |                       |         |                    |                    |  |  |                       |        |
|  | Francia               | 23                    | Francia               | 31      | Finale terzo posto | Finale terzo posto |  |  |                       |        |
|  | Atene, 26 agosto 2004 |                       | Francia               | 31      | Finale terzo posto | Finale terzo posto |  |  |                       |        |
|  |                       | Corea del Sud         | 32                    |         |                    |                    |  |  |                       |        |
|  | Corea del Sud         | Corea del Sud         | 32                    | 26      | Ucraina            | 21                 |  |  |                       |        |
|  | Corea del Sud         |                       |                       | 26      | Ucraina            | 21                 |  |  |                       |        |
|  | Brasile               | 24                    |                       | Francia | 18                 |                    |  |  |                       |        |
|  | Brasile               | 24                    |                       |         | 18                 |                    |  |  |                       |        |
|  |                       |                       |                       |         |                    |                    |  |  | Atene, 28 agosto 2004 |        |
|  |                       |                       |                       |         |                    |                    |  |  |                       |        |

### Quarti di finale
| Atene 26 agosto 2004, ore 14:30 | Ucraina | 25 – 23 (12-9) | Spagna | Arena olimpica Helliniko |

| Atene 26 agosto 2004, ore 16:30 | Francia | 25 – 23 (10-13) | Ungheria | Arena olimpica Helliniko |

| Atene 26 agosto 2004, ore 19:30 | Corea del Sud | 26 – 24 (16-9) | Brasile | Arena olimpica Helliniko |

| Atene 26 agosto 2004, ore 21:30 | Cina | 28 – 32 (14-18) | Danimarca | Arena olimpica Helliniko |

### Play-off 5º-8º posto
| Atene 28 agosto 2004, ore 9:30 | Spagna | 27 – 23 (16-10) | Cina | Arena olimpica Helliniko |

| Atene 28 agosto 2004, ore 11:30 | Ungheria | 36 – 31 (17-14) | Brasile | Arena olimpica Helliniko |

### Semifinali
| Atene 27 agosto 2004, ore 19:30 | Francia | 31 – 32 (10-13) | Corea del Sud | Arena olimpica Helliniko |

| Atene 27 agosto 2004, ore 21:30 | Ucraina | 20 – 29 (11-13) | Danimarca | Arena olimpica Helliniko |

### Finale 9º posto
| Atene 26 agosto 2004, ore 12:30 | Grecia | 23 – 38 (11-18) | Angola | Arena olimpica Helliniko |

### Finale 7º posto
| Atene 29 agosto 2004, ore 8:30 | Cina | 25 – 26 (10-13) | Brasile | Arena olimpica Helliniko |

### Finale 5º posto
| Atene 29 agosto 2004, ore 14:30 | Spagna | 29 – 38 (15-22) | Ungheria | Arena olimpica Helliniko |

### Finale 3º posto
| Atene 28 agosto 2004, ore 16:30 | Ucraina | 21 – 18 (10-10) | Francia | Arena olimpica Helliniko |

### Finale
| Atene 29 agosto 2004, ore 16:30 | Danimarca | 38 – 36 (d.t.s.) (d.c.r.) (14-14; 25-25; 29-29; 34-34) | Corea del Sud | Arena olimpica Helliniko |

## Classifica finale
| Pos | Squadre       |
| --- | ------------- |
|     | Danimarca     |
|     | Corea del Sud |
|     | Ucraina       |
| 4   | Francia       |
| 5   | Ungheria      |
| 6   | Spagna        |
| 7   | Brasile       |
| 8   | Cina          |
| 9   | Angola        |
| 10  | Grecia        |

## Statistiche

### Classifica marcatrici
Fonte: Report ufficiale dei Giochi della XXVIII Olimpiade.
| Pos. | Nome              | Nazionale     | Reti | Tiri |
| ---- | ----------------- | ------------- | ---- | ---- |
| 1    | Bojana Radulovics | Ungheria      | 54   | 96   |
| 2    | Katrine Fruelund  | Danimarca     | 50   | 73   |
| 3    | Lee Sang-eun      | Corea del Sud | 44   | 60   |
| 4    | Aline Silva       | Brasile       | 40   | 70   |
| 5    | Ilda Bengue       | Angola        | 38   | 60   |
| 6    | Woo Sun-hee       | Corea del Sud | 37   | 50   |
| 7    | Leila Lejeune     | Francia       | 36   | 72   |
| 8    | Natalija Ljapina  | Ucraina       | 35   | 46   |
| 9    | Montserrat Puche  | Spagna        | 34   | 47   |
| 10   | Li Welwei         | Cina          | 32   | 62   |
| 10   | Chao Zhai         | Cina          | 32   | 70   |

## Premi individuali
Migliori giocatrici del torneo.
| Ruolo            | Giocatrice                 |
| ---------------- | -------------------------- |
| Portiere         | Rikke Schmidt              |
| Ala sinistra     | Line Daugaard              |
| Terzino sinistro | Katrine Fruelund           |
| Centrale         | Lee Sang-eun               |
| Terzino destro   | Maryna Vergeljuk           |
| Ala destra       | Woo Sun-hee                |
| Pivot            | Véronique Pecqueux-Rolland |